# Martin Brauen
Pour les articles homonymes, voir Brauen.
Martin Brauen, né le 15 mars 1948 à Berne, est un ethnologue, tibétologue, conservateur de musée et écrivain suisse.

## Biographie
Martin Brauen a pour arrière-grand-père Élie Ducommun, homme politique et pacifiste suisse ayant reçu le prix Nobel de la paix en 1902.
Élève au lycée, le jeune Martin Brauen collecte des fonds au profit des 1000 enfants tibétains réfugiés en Suisse ayant fui les persécutions en Chine rouge. À cette occasion, il se lie d'amitié avec plusieurs Tibétains et découvre, fasciné, l'art tibétain.
En 1969, étudiant en médecine à l'université de Berne, il organise, à Zurich, une des premières expositions notoires d'art tibétain en Europe.
À la suite de l'exposition, il abandonne ses études de médecine et part pour un an en Inde pour y étudier le bouddhisme à l'université de Delhi. C'est à cette période qu'il rencontre pour la première fois le 14e dalaï-lama, qu'il interviewe pour un journal suisse. Durant son séjour, il rencontre sa future épouse, Sonam Dolma, une jeune Tibétaine qui a fui le Tibet avec sa famille à l'hiver 1959-1960. Après avoir pris conseil auprès d'un lama Dudjom Rinpoché, sa future belle-mère donne son aval au mariage mais seulement à condition que les futurs époux attendent deux ans. Dudjom Rinpoché recommanda que Sonam Dolma et sa mère, Kunsang Wangmo, une nonne nyingma proche de Dudjom Rinpoché, attendent deux années avant de se rendre en Suisse, leurs vies étant alors en danger selon lui. Interrogé une seconde fois à Kalimpong, il donne son aval au mariage, et offre une khata et un livre d'enseignement à Martin Brauen. 
De retour à Zurich avec son épouse, Martin Brauen retourne à l'université, cette fois pour des études d'anthropologie culturelle.
Il obtient un doctorat après avoir soutenu une thèse à Zurich sur « les fêtes et cérémonies au Ladakh ».
En 1975, il devient chef du département « Himalaya, Tibet et Extrême-Orient » du musée ethnographique de l'Université de Zurich et professeur chargé de cours à l'université de Zurich.
En 2000, s'interrogeant sur les raisons pour lesquelles les Européens voient les Tibétains sous un jour si favorable, il monte une exposition, intitulée Dreamworld Tibet, qui explore les mythes et les fantasmes ayant cours à propos du Tibet.
De 2008 à 2012, il est conservateur en chef du Rubin Museum of Art à New York, poste où il doit maintenir un équilibre délicat entre la nécessaire réserve professionnelle et ses idées personnelles sur la question du Tibet, le musée ne prenant pas position sur l'occupation chinoise du Tibet.
Martin Brauen est l'auteur de plusieurs livres et d'expositions sur le Tibet, le Bhoutan, le Népal, le Ladakh, et le Japon. Parmi ses livres, Mandala : cercle sacré du bouddhisme tibétain est le plus connu (il a été traduit en six langues).
Martin Brauen a aussi produit plusieurs films et documentaires sur le Tibet et l'Himalaya, et a travaillé pour la fondation caritative suisse Pain pour le prochain dans les domaines de l'aide et des politiques liées au développement.
Proche du 14e dalaï-lama, il s'est engagé dans la défense de la cause tibétaine,,,.
En 2025, il écrit et réalise avec sa fille Yangzom Brauen Mola - Eine tibetische Geschichte von Liebe und Verlust ((en) Mola - A Tibetan Tale of Love and Loss), un documentaire sur sa belle-mère tibétaine Kunsang Wangmo.
Il est l'époux de l'artiste tibétaine Sonam Dolma Brauen, avec qui il a eu deux enfants, l'actrice et écrivain Yangzom Brauen et Tashi Brauen, enseignant et artiste.

## Œuvres
- (de) Heinrich Harrers Impressionen aus Tibet. Gerettete Schätze. Pinguin/Umschau, Innsbruck/Francfort-sur-le-Main, 1974
- (de) Feste in Ladakh. Akademische Druck- und Verlags-Anstalt, Graz 1980  (ISBN 3-201-01122-3)
- (de) Junge Tibeter in der Schweiz. Studien zum Prozess kultureller Identifikation (hg. mit Detlef Kantowsky). Rüegger, Diessenhofen, 1982
- (de) Peter Aufschnaiter. Sein Leben in Tibet. Steiger, Innsbruck, 1983
- (de) Das Mandala. Der heilige Kreis im tantrischen Buddhismus. DuMont, Cologne, 1992 -  (fr) Mandala : cercle sacré du bouddhisme tibétain, avec Peter Nebel, Doro Röthlisberger, traduit par Jean-Daniel Pellet, Éditeur Favre, 2004,  (ISBN 2828907724 et 9782828907723) - (en) Mandala: Sacred Circle in Tibetan Buddhism, Arnoldsche Verlagsans GMBH, Stuttgart, 2009 (édition augmentée de l'ouvrage de 1992)
- (de) Irgendwo in Bhutan. Wo die Frauen (fast immer) das Sagen haben. Waldgut, Frauenfeld, 1994
- (de) Traumwelt Tibet. Westliche Trugbilder. Haupt, Bern, 2000 – (en) traduction en anglais, avec Renate Koller, Markus Vock, Martin Willson, Dreamworld Tibet: western illusion, Weatherhill, 2004,  (ISBN 0834805464 et 9780834805460)
- (de) Bambus im alten Japan. Kunst und Kultur an der Schwelle zur Moderne (avec Patrizia Jirka-Schmitz). Arnold, Stuttgart 2003
- (de) Die Dalai Lamas. Tibets Reinkarnationen des Bodhisattva Avalokiteśvara. Arnold, Stuttgart 2005,  (ISBN 3-89790-219-2) - (fr) Les Dalaï-lamas : les 14 réincarnations du bodhisattva Avalokiteśvara, traduit par Jean-Daniel Pellet, Éditeur Favre, 2005  (ISBN 2828908402 et 9782828908409)
- (en) avec Mary Jane Jacob, Grain of emptiness : Buddhism-inspired contemporary art, Rubin Museum of Art, 2010,  (ISBN 9780977213191 et 0977213196)
- (en) A Sameness between us - The Friendship of Charmion von Wiegand and Piet Mondrian in Letters and Memoirs, Arnoldsche, Stuttgart, 2020,  (ISBN 978-3-89790-606-8)